# Jerzy Baksalary
Jerzy Kazimierz Baksalary (ur. 25 czerwca 1944 w Poznaniu, zm. 8 marca 2005 tamże) – polski matematyk, profesor Uniwersytetu Zielonogórskiego.

## Życiorys
Specjalizował się w statystyce matematycznej i algebrze liniowej. W 1990 uzyskał tytuł profesora nauk matematycznych. Był autorem ponad 160 rozpraw i artykułów naukowych publikowanych w prasie specjalistycznej. Laureat nagród Ministerstwa Edukacji Narodowej i Nagrody im. Hugona Steinhausa za rok 1979.
Absolwent Wydziału Matematyki, Fizyki i Chemii Uniwersytetu im. Adama Mickiewicza w Poznaniu (1969). W latach 1969–1988 związany był z Katedrą Matematyki Akademii Rolniczej w Poznaniu. Od 1988 roku podjął pracę w Wyższej Szkoły Pedagogicznej im. Tadeusza Kotarbińskiego w Zielonej Górze, gdzie w latach 1990–1996 pełnił przez dwie kadencje funkcję rektora. W tym okresie uczelnia wzbogaciła się o instytut plastyczny i kolegium języka francuskiego oraz nawiązała szereg nowych kontaktów z zagranicznymi uczelniami wyższymi, m.in. w celu wymiany naukowców i studentów. Od 1996 roku był dziekanem Wydziału Matematyki, Fizyki i Techniki WSP, a po połączeniu się WSP z Politechniką Zielonogórską i powstaniu Uniwersytetu Zielonogórskiego, kierował Zakładem Algebry Liniowej i Statystyki Matematycznej.
W 1991 jako pierwszy rektor wyższej uczelni w Polsce wprowadził oficjalnie płatne studia zaoczne, wyprzedzając o kilka lat urzędowe regulacje prawne w Polsce w tym zakresie. Decyzja ta zaowocowała rozbudową i zakupem obiektów na potrzeby bazy dydaktycznej uczelni (sale wykładowe) oraz powiększeniem bazy noclegowej studentów o kilka akademików. W okresie jego kadencji rektorskich liczba studentów zielonogórskiej WSP wzrosła ponaddwukrotnie.
Wykładał gościnnie matematykę na m.in. na uniwersytetach w Tampere (Finlandia), University of California, Berkeley (USA) oraz w Indiach, Kanadzie, Holandii i RFN.
Był ojcem fizyka Oskara Baksalarego.
Zmarł w 2005 roku i został pochowany na Cmentarzu Junikowo w Poznaniu.